# Crataegus engelmannii
Crataegus engelmannii är en rosväxtart som beskrevs av Charles Sprague Sargent. Crataegus engelmannii ingår i Hagtornssläktet som ingår i familjen rosväxter. Utöver nominatformen finns också underarten C. e. nuda.